# 드럭 레스토랑
드럭 레스토랑(영어: Drug Restaurant)은 대한민국의 록 밴드이다. 리더이자 보컬 정준영, 기타 조대민, 베이스 정석원, 드럼 이현규로 이루어져 있다.
2014년 정준영이 결성했을 당시의 이름은 정준영 밴드였으며, "일탈다반사" 앨범을 내며 데뷔했다. 2016년 5월 27일 밴드 결성 1주년을 기념하여 밴드명을 드럭 레스토랑(Drug Restaurant)으로 바꾸고 "Drug Restaurant" 앨범을 내며 활동을 시작했다. 간혹 음악 방송을 하긴 하지만 방송보다는 각종 락 페티스티벌, 콘서트, 소규모 공연 등을 위주로 하는 인디 밴드이다. 하지만 2019년 3월 리더 정준영이 성적 수치심 유발 불법 촬영 및 해당 영상 유포 논란으로 연예계 은퇴를 선언하면서 해체 가능성이 높다.

## 음반 목록

### 일탈다반사(2015.5.27)
| 트랙 | 곡명                                                                  |
| 1    | 연휴 Song (작사 Zito, Drok.Q 작곡 정준영, 이승주 편곡 이승주)         |
| 2    | Sunset (작사 Zito 석원 작곡 정준영, Dammit 편곡 Dammit)               |
| 3    | OMG (작사 Zito 작곡 정준영, 이승주, Brian Howes, Glen Choi 작사 Zito) |
| 4    | Alibi (작사 옥요한 작곡 정준영, Dammit 편곡 Dammit, 석원, Drok.Q)     |
| 5    | Office (작사 성진 작곡 정준영, 이승주 편곡 이승주)                    |
| 6    | 너란 X (작사 Dammit 작곡 정준영, 이승주 편곡 이승주)                  |
| 7    | 첫 느낌 (작사 이승주 작곡 정준영, 이승주 편곡 이승주)                 |
| 8    | 도마뱀 (작사 옥요한 작곡 정준영, 이승주, 김성민 편곡 이승주)          |

### Drug Restaurant(2016.5.27)
| 트랙 | 곡명                                                                    |
| 1    | Intro (정준영밴드=Drug Restaurant) (작곡 조대민 편곡 조대민, 정석원)    |
| 2    | Mistake (작사 정준영 작곡 정준영, 조대민 편곡 조대민, 이현규, 정석원)   |
| 3    | Sexy Bomb (작사 조대민 작곡 정준영, 정석원 편곡 정석원, 조대민, 이현규) |
| 4    | What?! (작사 정석원 작곡 정준영, 조대민 편곡 조대민, 이현규, 정석원)    |
| 5    | When the Boney's Back (CD only)                                         |

### Pomade(2017.8.4)
| 트랙 | 곡명                                             | 작사           | 작곡           | 편곡            |
| 1    | Don't be afraid                                  | 정준영         | 정준영, 조대민 | Drug Restaurant |
| 2    | Drink O2 in the water                            | 정석원         | 정준영, 조대민 | Drug Restaurant |
| 3    | Ain't I good to you?                             | 이현규         | 정준영, 조대민 | Drug Restaurant |
| 4    | Starved                                          | 정준영         | 정준영, 조대민 | Drug Restaurant |
| 5    | Escaper                                          | 정석원, 정준영 | 정준영, 조대민 | Drug Restaurant |
| 6    | Catwoman                                         | 조대민         | 정준영,조대민  | Drug Restaurant |
| 7    | Ain't I good to you? (piano demo ver.) (CD only) | 이현규         | 정준영,조대민  | Drug Restaurant |

### Her(2018.1.1)
| 트랙 | 곡명        | 작사   | 작곡          | 편곡            |
| 1    | Her         | 정석원 | 정준영,조대민 | Drug Restaurant |
| 2    | Her (Inst.) | -      | 정준영,조대민 | Drug Restaurant |

### 403(2018.8.31)
| 트랙 | 곡명 | 작사   | 작곡          | 편곡   |
| 1    | 403  | 이현규 | 정준영,조대민 | 조대민 |

## 수상 및 후보
| 연도 | 상                      | 부문                 | 결과 |
| ---- | ----------------------- | -------------------- | ---- |
| 2015 | 엠넷 아시안 뮤직 어워드 | 베스트 밴드 퍼포먼스 | 후보 |